# Miguel Tomás de Taxaquet
Miguel Tomás de Taxaquet (Llucmajor, Baleares, 1529 - Lérida, 9 de julio de 1578) fue un eclesiástico y teólogo español. 

## Vida
Miguel Tomás (o Thomás) de Taxaquet (o Teixaquet), huérfano de padres desde muy joven, se educó bajo la tutela de su tío Francisco Tomás, que después llegó a ser obispo de Ampurias en Cerdeña.  
Algunos autores apuntan que pudo haber asistido a la Universidad Luliana o a la de Lérida, aunque solo está documentado que estudió Filosofía en Barcelona y se graduó en in utroque iure en la Universidad de Bolonia, y que cursó también Teología en París y Lovaina.
El papa Pío IV lo nombró corrector de la Penitenciaría apostólica y teólogo consultor del Colegio de cardenales, y en 1562 le envió al Concilio de Trento como doctor canonista.  Tras la clausura del concilio estuvo quince años en Roma colaborando entre otros con Antonio Agustín, Francesco Alciati, Carlos Borromeo y Ugo Buoncompagni en la revisión y corrección del Corpus Iuris Canonici.
Nombrado obispo de Lérida en 1577, falleció súbitamente a los 49 años de edad un mes y medio después de tomar posesión de la diócesis.  Fue sepultado en el coro de la catedral de Lérida junto al obispo Miguel Despuig.

## Obra
Dejó escritas varias obras sobre derecho civil, canónico y romano, antigüedad clásica y teología.  La mayoría de sus escritos quedaron inéditos en el momento de su muerte, aunque en vida llegó a publicar las siguientes:
- Orationes duae civilis, una de tota iuris ratione, altera de ratione discendi ius civile (Bolonia, 1556);
- Disputationes quaedam ecclesiasticae (Roma, 1565; Venecia, 1569);
- L. Laeli Lactantii Firmiani divinarum institutionum libri VII (Amberes, 1570).